# Castelrotto
Castelrotto németül: Kastelruth, ladin nyelven Ciastel, település Olaszországban, Bolzano autonóm megyében (Dél-Tirolban). Lakosainak száma 6967 fő (2023. január 1.). Castelrotto Campitello di Fassa, Fiè allo Sciliar, Laion, Ortisei, Ponte Gardena, Renon, Santa Cristina Valgardena, Barbiano, Tires és Bedigliora községekkel határos.

## Népesség
A település népességének változása:
| Lakosok száma | 6428 | 6802 | 6872 | 6891 | 6967 |
|               | 2008 | 2015 | 2017 | 2018 | 2023 |